# حرب الثلاثين عاما
حرب الثلاثين عاما هي سلسلة صراعات دامية مزقت أوروبا بين عامي 1618 و1648 م، وقعت معاركها بدايةً وبشكل عام في أراضي أوروبا الوسطى (خاصة أراضي ألمانيا الحالية) العائدة إلى الإمبراطورية الرومانية المقدسة، ولكن اشتركت فيها تباعا معظم القوى الأوروبية الموجودة في ذاك العصر، فيما عدا إنكلترا وروسيا. في الجزء الثاني من فترة الحرب امتدت المعارك إلى فرنسا والأراضي المنخفضة وشمال إيطاليا وكتالونيا. خلال سنواتها الثلاثين تغيرت تدريجيا طبيعة ودوافع الحرب: فقد اندلعت الحرب في البداية صراعاً دينياً بين الكاثوليك والبروتستانت وآلت إلى صراع سياسي من أجل السيطرة على الدول الأخرى، بين فرنسا وهابسبورغ، بل ويرى بعض المؤرخين ذلك السبب الرئيسي؛ إذ أن فرنسا الكاثوليكية التي كانت تحت حكم الكردينال ريشيليو في ذلك الوقت ساندت الجانب البروتستانتي في الحرب لإضعاف منافسيهم آل هابسبورغ لتعزيز موقف فرنسا بصفتها قوة أوروبية بارزة، فزاد هذا من حدة التناحر بينهما، وأدى لاحقا إلى حرب مباشرة بين فرنسا وإسبانيا.

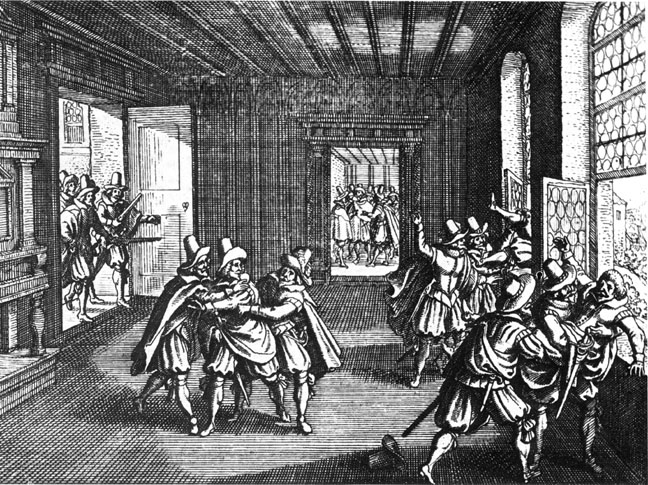
إلقاء ممثلي الامبراطور من النافذة في براغ كان شرارة إشعال الحرب ولكنه لم يكن السبب الحقيقي لها

كان الأثر الرئيسي لحرب الثلاثين عاما والتي استخدمت فيها جيوش مرتزقة على نطاق واسع، تدمير مناطق بأكملها تُركت جرداء من نهب الجيوش وانتشرت خلالها المجاعات والأمراض، وهلاك االملايين من سكان الولايات الألمانية والأراضي المنخفضة وإيطاليا، بينما أُفقرت الكثير من القوى المتورطة في الصراع. استمرت الحرب ثلاثين عاما ولكن الصراعات التي فجرتها ظلت قائمة بدون حل لزمن أطول بكثير. وقد انتهت هذه الحرب بمعاهدة مونستر وهي جزء من صلح وستفاليا الأوسع عام 1648 م.
وخلال الحرب انخفض عدد سكان ألمانيا بمقدار 30 ٪ في المتوسط؛ وفي أراضي براندنبورغ بلغت الخسائر النصف، في حين أنه في بعض المناطق مات ما يُقدّر بثلثي السكان، وانخفض عدد سكان ألمانيا من الذكور بمقدار النصف تقريبا. كما انخفض عدد سكان الأراضي التشيكية بمقدار الثلث.
و قد دمَّر الجيش السويدي وحده 2000 قلعة و 18000 قرية و 1500 مدينة في ألمانيا، أي ثلث عدد جميع المدن الألمانية. وجاء في موسوعة «قصة الحضارة» تحت عنوان: «إعادة تنظيم ألمانيا (1648-1715)»:

## الأحوال في أوروبا قبل الحرب

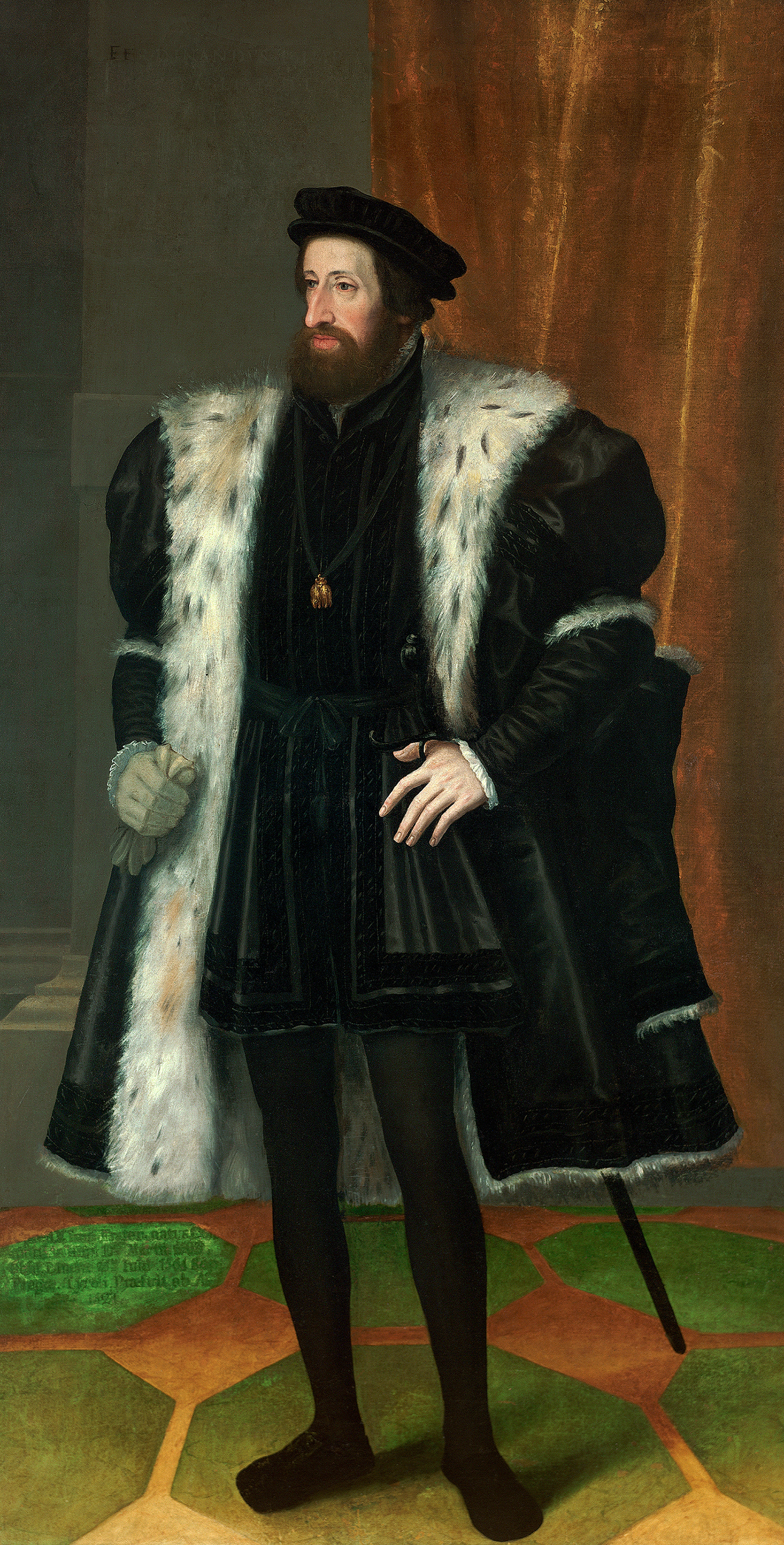
فيرديناند الأول الامبراطور الروماني المقدس وملك بوهيميا

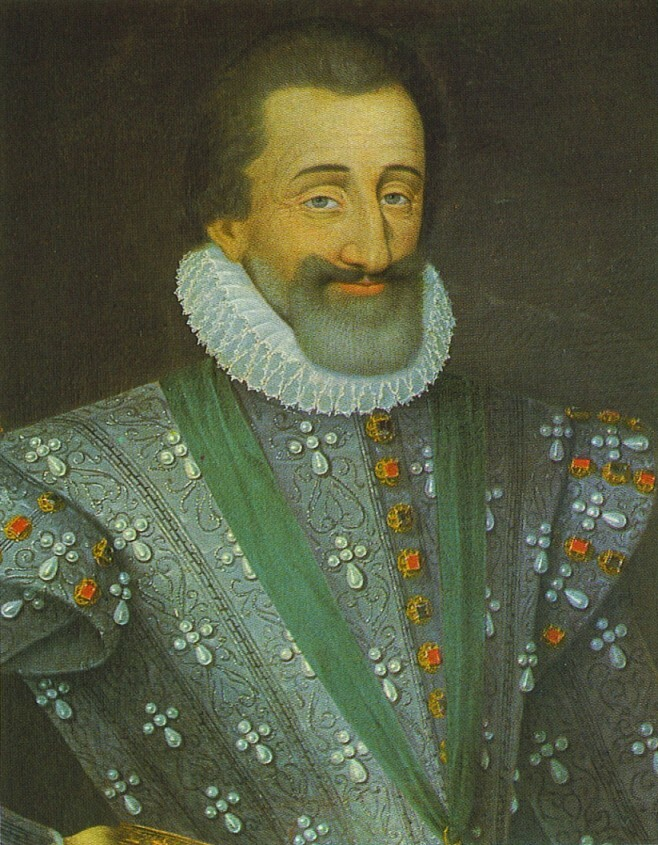
هنري الرابع

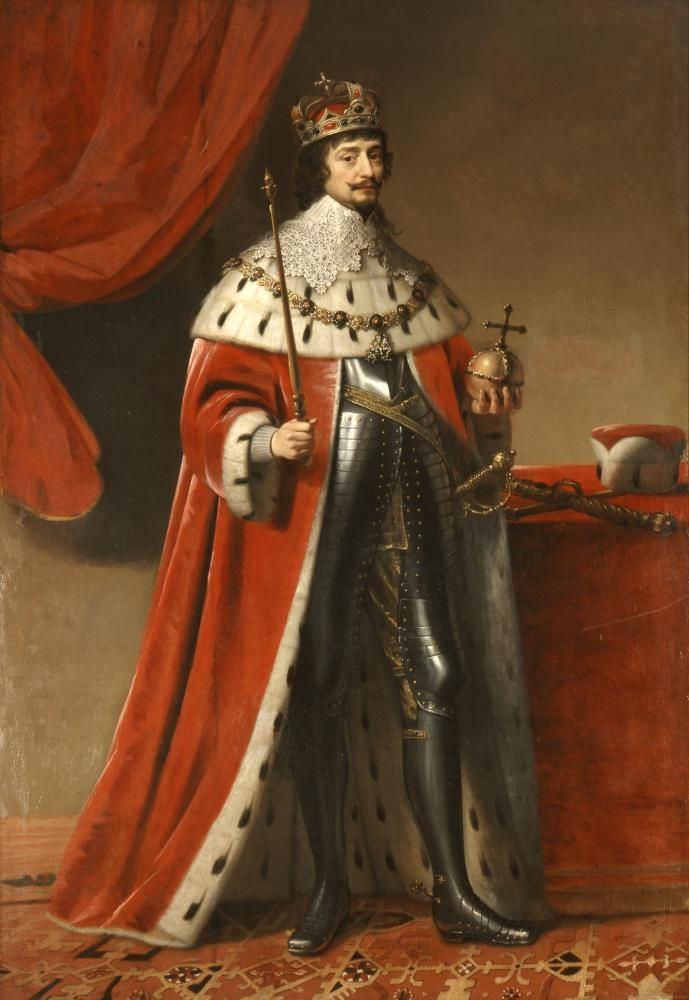
فريدريك الخامس

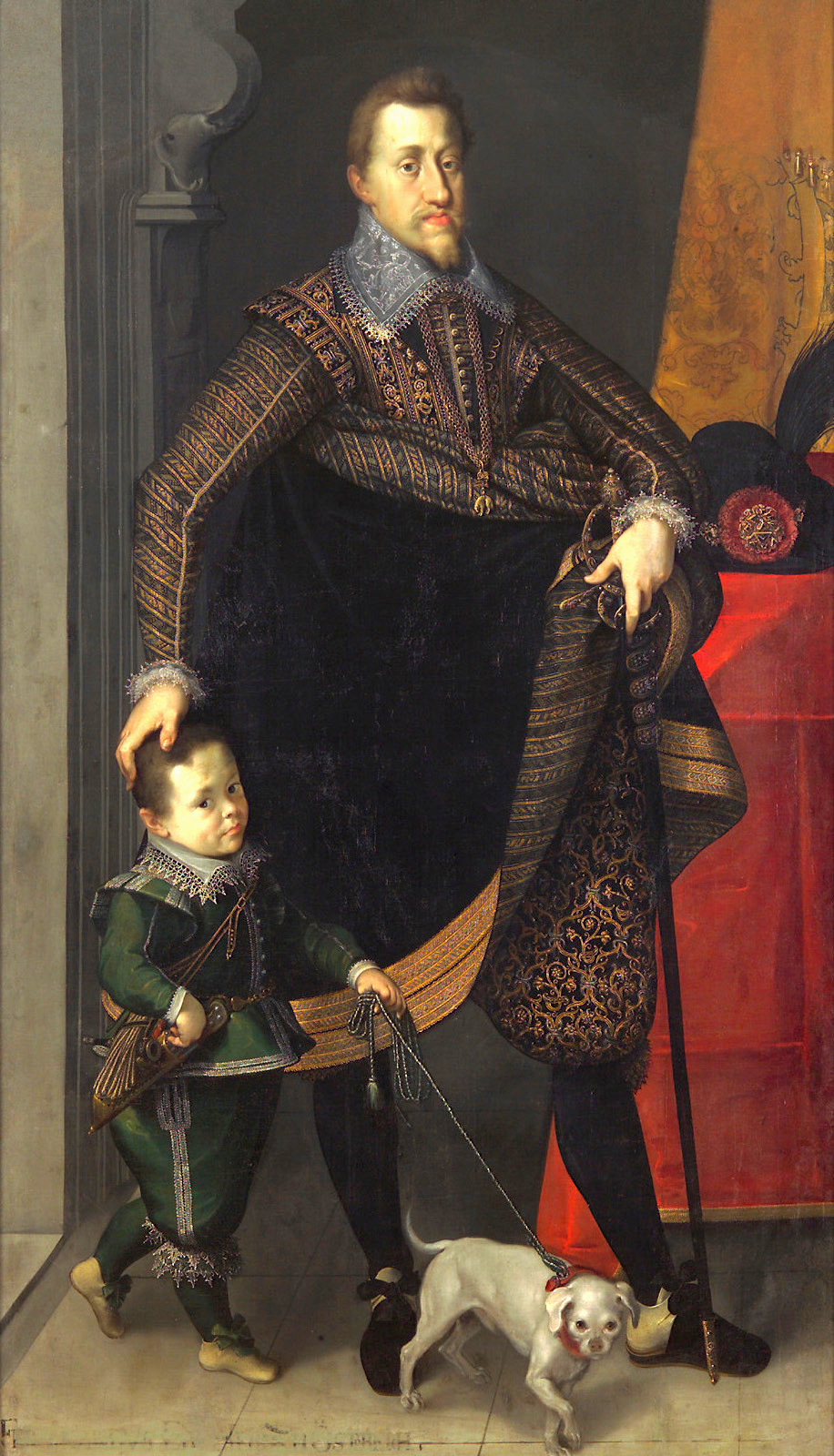
الامبراطور فيرديناند الثاني(1578-1637)

أكد صلح أوغسبورغ (1555م) والموقّع من الإمبراطور شارل الخامس على نتائج اجتماع شبيير الأول عام 1526، وأنهى العنف القائم بين اللوثريين والكاثوليك في ألمانيا. ونصت بنود الصلح على ما يلي:
- يختار الأمراء الألمان (225 أمير) ديانة ممالكهم كل حسب اعتقاده (إما لوثرية أو كاثوليكية، البند المعروف باسم cuius regio, eius religio).
- يمكن لكل لوثري يقطن في دولة كنسية (يحكمها أسقف) ممارسة طقوسه الإيمانية.
- يستطيع اللوثريون الاحتفاظ بالأراضي التي انتزعوها من الكنيسة الكاثوليكية منذ معاهدة صلح باساو عام 1552 م.
- على الحكام الكنسيون (الأساقفة) في المناطق الخاضعة للكنيسة الكاثوليكية والذين تحولوا إلى اللوثرية إعادة تسليم أراضيهم (البند المعروف باسم reservatum ecclesiasticum).
- من كان يحتل دولة ما أعلنت رسميا عن اختيارها لدين معين لا يستطيع ممارسة دين مخالف لدين لتلك الدولة.

إلا أن العديد من المشاكل ظلت بلا حل: فقد اعتبر الصلح في الواقع مجرد هدنة مؤقتة لا سيما من جانب اللوثريين، إضافة لذلك بنيت بنود معاهدة على أساس الانضمام إما إلى المعتقد الكاثوليكي أو اللوثري مستبعدة جميع المعتقدات الأخرى، بما في ذلك الكالفينية والتي أخذت في الانتشار بسرعة في عدة مناطق من ألمانيا في السنوات التالية، وأصبحت القوة الدينية الثالثة في المنطقة ولذا لم يدعم الكالفنيون بأي شكل من الأشكال بنود أوغوسبورغ.
في أوائل القرن السابع عشر زادت التوترات السياسية والاقتصادية بين الدول الأوروبية، فقد فتح عصر الاستكشاف الطريق إلى موارد العالم الجديد، وانتشرت نظريات جديدة مثل المركنتلية الاستعمارية الإمبريالية بين النخب السياسية، في حين ان النشاطات القومية الأولى بدأت بالظهور في هذا العصر. هذا عدا تنامي الأطماع الشخصية والحسد العائلي.
كانت إسبانيا ترغب بلعب دور حاسم في الإمبراطورية الرومانية المقدسة ومهتمة بضم بالولايات الألمانية حيث أنها كانت تسيطر على هولندا الإسبانية المجاورة لحدود دول ألمانيا الغربية وتسيطر أيضا على دول داخل إيطاليا متصلتين برا عبر الطريق الإسباني. ثار الهولنديون ضد السيطرة الإسبانية خلال ستينات القرن السادس عشر، مما أدى إلى حرب استقلال ممتدة من المتوقع أن تستأنف بانتهاء هدنة السنوات العشر عام 1621.
شملت الإمبراطورية الرومانية المقدسة ألمانيا الحالية وأجزاء من الأراضي المجاورة، وكانت مقسمة إلى مجموعة دول مستقلة بإمبراطور روماني مقدس بوصفه رئيسا لاتحاد الأمراء. أحد هؤلاء كانت عائلة هابسبورغ النمساوية (تشمل أيضا بوهيميا والمجر) وكانت القوة الأوروبية الرئيسية وتحكم أكثر من ثمانية ملايين نسمة. كما ضمت الإمبراطورية عدة قوى إقليمية مثل بافاريا وساكسونيا وبراندنبورغ وبالاتينات وهسي وترير وفورتمبيرغ (تتكون كل منها من 500.000 إلى مليون نسمة). ويكمل الإمبراطورية عدد كبير من الدوقيات الصغيرة مستقلة والمدن الحرة والأديرة والأسقفيات واللورديات الصغيرة (سلطتها أحيانا لا تمتد إلى أكثر من قرية واحدة). وباستثناء النمسا وربما بافاريا لم يكن أيا من تلك الكيانات كان قادرا على مستوى السياسات الوطنية؛ التحالفات بين الدول ذات الصلة العائلية كانت شائعة، ويعود ذلك جزئيا إلى التقسيم المتكررة من لميراث الحاكم بين مختلف الأبناء.
و كان الصراع السياسي جاريا بين الأمراء الألمان وإمبراطور آل هابسبورغ والذي أراد للقب إمبراطور الإمبراطورية الرومانية المقدسة ألا يكون صوريا وتراثا عائدا إلى القرون الوسطى بل ممثلا لقوة مؤثرة على الأراضي التابعة «إسميا» للإمبراطورية الرومانية المقدسة، فارضا سيطرة آل هابسبورغ على كامل ألمانيا منجزا ما فشل فيه تشارلز الخامس.
ردا على ذلك واصل هنري الرابع ملك فرنسا سياسة أسلافه المعادية لآل هابسبورغ، والتي عزَّزَها احتمال خروج الإسبان منتصرين من حربهم مع هولندا وسقوط ألمانيا تحت سيطرة الإمبراطورية، فقد يعني هذا سحقها بمحاصرتها من كل الجهات بالأملاك الهابسبورغية، وفرنسا كانت حريصة على ممارسة سلطتها ضد الدول الألمانية الأضعف ; لقد اجتاز هذا القلق العائلي العقيدة، وأدى إلى مشاركة فرنسا في الحرب إلى جانب البروتستانت خلافا لمذهبها.
كما أن السويد والدانمارك كانتا تطمحان للسيطرة دول ألمانيا الشمالية المطلة على بحر البلطيق.
ظل التوتر الديني قويا خلال النصف الثاني القرن السادس عشر، وأخذ صلح أوغسبورغ بالانحلال بعدم تسليم العديد من الأساقفة لأسقفياتهم إلى لكاثوليك كما نصت الاتفاقية وكذلك سعى بعض حكام إسبانيا وأوروبا الشرقية لاسترجاع نفوذ الكاثوليك في المنطقة. ويتضح ذلك من خلال حرب كولونيا (1582–1583) عندما تحول الأمير الأسقف لمدينة كولونيا إلى الكالفينية، وحيث أنه كان ناخبا امبراطوريا قام بتكوين أغلبية بروتستانتية في المجمع الانتخابي الذي ينتخب إمبراطور الرومانية المقدسة وهو وضع طالما كان للكاثوليك، فقام الجنود الإسبان بطرد الأسقف ووضعوا مكانه إرنست بافاريا الكاثوليكي. وبعد هذا النجاح الكاثوليكي طبق بند cuius regio eius religio بشكل أكثر قساوة في بافاريا وفورتسبورغ والدول الأخرى، مما اضطر البروتستانت المقيمين إما إلى الرحيل أو الارتداد عن معتقدهم. كما شهد البروتستانت تحول لوردات بالاتينات (1560) وناساو (1578) وهيسي كاسل (1603) وبراندنبورغ (1613) إلى مذهب الكالفيني الجديد، وهكذا بدأ القرن السابع عشر بكون أراضي الراين وجنوبا حتى نهر الدانوب كاثوليكية إلى حد كبير، في حين أن اللوثريين سادوا في الشمال، وهيمن الكالفينيين في مناطق معينة أخرى مثل غرب وسط ألمانيا وسويسرا وهولندا، بيد أن الأقليات من كل عقيدة موجودة في كل مكان تقريبا. وفي بعض اللورديات والمدن كان عديد الكالفينيين والكاثوليك واللوثريون متساوي تقريبا.
سمح أباطرة آل هابسبورغ الذين تلوا شارل الخامس (خاصة فريديناند الأول وماكسميليان الثاني بالإضافة لرودولف الثاني وخليفته ماتياس الثاني) تفاديا لحرب أهلية واسعة النطاق سبق وأن حدثت في فترة السياسة غير المتسامحة دينيا في إنجلترا عام 1534 إبان عهد هنري الثامن بالتعددية الدينية في مناطق حكمهم دون اكراه، مما أدى إلى سخط الداعين التوحد الديني (الكاثوليك غالبا). في الوقت ذاته حاولت السويد والدنمارك اللوثريتان دعم البروتستانت في الإمبراطورية الرومانية طمعا في مكاسب سياسية واقتصادية.
اندلعت مواجهة دينية أخرى عام 1606 في مدينة دوناوفورت الحرة إحدى مدن ألمانيا التابعة للإمبراطور الروماني مباشرة في منطقة شفابيا، حيث حاولت الأغلبية البروتستانتية منع الكاثوليك من أداء موكب ديني مسببين اضظرابات عنيفة، مما دعى تدخل ماكسيمليان الأول دوق بافاريا (1573-1651) مساندا الكاتوليك لإعادة الوضع إلى حاله. هذه السلسلة من الأحداث أوجدت خصوصا بين الكالفينيين (الذين ظلوا أقلية) شعورا بوجود مؤامرة كاثوليكية لاجتثاث البروتستانتية، وإزاء هذا التهديد المزعوم قاموا في عام 1608 بتأسيس الإتحاد الإنجيلي بقيادة فريدريك الرابع (1583–1610) (الذي تزوج ابنه فريدريك الخامس من أليزابيث ستيوارت ابنة جيمس الأول ملك انكلترا) الذي يمتلك منطقة بالاتينات على طول الراين والذي كان ضروريا لإسبانيا للدخول إلى هولندا. فرد الألمان الكاثوليك عام 1609 بإنشاء الرابطة الكاثوليكية تحت قيادة ماكسيمليان الأول؛ عند هذه النقطة كان الوضع السياسي في ألمانيا على استعداد للدخول في مواجهة الطائفية.
بحلول عام 1617 بدى واضحا أن الإمبراطور الروماني المقدس وملك بوهيميا ماتياس الثاني سيموت بدون وريث من صلبه، لذا عين في نفس العام أقرب أقرباءه الذكور ابن عمه فيرديناند من ستيريا وليا للعهد (سيصبح ملك بوهيميا والإمبراطور الروماني المقدس فيرديناند الثاني عام 1619 بعد وفاة ماتياس). تلقى فيرديناند تعليمه على يد رهبان يسوعيين وكان كاثوليكيا متعصبا يريد فرض أحادية الدين على أراضيه. فجعله هذا مرفوضا شعبيا في بوهيميا ذات الغالبية البروتستانتية الهوسية، وتسبب منعهم لبناء عدد من الكنائس البروتستانتية في ثورة عنيفة عام 1618 بلغت ذروتها عندما تم إلقاء اثنين من ممثلي الإمبراطور من نوافذ القصر الملكي في براغ بيد أنهما لم يصابا بأذى بالغ لسقوطهما على كومة من السماد العضوي، وأشعل هذا الحدث شرارة حرب الأعوام الثلاثين.
تنقسم حرب الثلاثين عام إلى أربع مراحل رئيسية:
- الثورة البوهيمية.
- التدخل الدنماركي.
- التدخل السويدي.
- التدخل الفرنسي.

## الثورة البوهيمية
من 1618 حتى 1625 م
لكونه دون ذرية سعى الإمبراطور ماتياس الثاني لضمان انتقال سلس للسلطة خلال حياته بتعيين ولي عهد من عائلته (الكاثوليكي المتعصب فرديناند من ستيريا، ولاحقا فرديناند الثاني الإمبراطور الروماني المقدس) وانتخاب لعرشي بوهيميا والمجر الملكيين المفصولين. فتخوَّف بعض زعماء البروتستانت البوهيميين من فقدان الحقوق الدينية التي منجهم إياها الإمبراطور رودولف الثاني بالوثيقة المسماة «رسالة الفخامة». كانوا يفضلون البروتستانتي فريدريك الخامس ناخب بالاتينات (خليفة فريدريك الرابع مؤسس رابطة الاتحاد الإنجيلي). ومع ذلك أيد بروتستانت أخرون موقف الكاثوليك فدعمت الدول البوهيمية تواجد القوات الكاثوليكية في أراضيها، وانتخبت فرديناند عام 1617 حسب الأصول ليصبح وليا للعهد وتلقائيا ملك بوهيميا القادم بعد وفاة ماتياس، بلغ الاحتقان حده بمنع ماتياس بناء بعض الكنائس البروتستانتية. ولمَّا أرسل الملك المنتخب اثنين من مستشاريه الكاثوليك (فيلهلم سلافاتا وياروسلاف بورزيتا) كممثلين له إلى قلعة هارادشاني في براغ مايو 1618، حيث أختارهم فرديناند لإدارة الحكومة في غيابه. فقبض البوهيميين الهوسيين عليهم وحاكموهم صورياً وألقوا بهم من نافذة القصر المرتفعة بأكثر من 20 مترا. بيد أنهم نجوا دون أن يلحق بهم أذى بالغ لسقوطهم على كومة من السماد العضوي.
أشعل هذا الحدث المعروف باسم الرمي الثاني من نافذة براغ الثورة البوهيمية. وسرعان ما انتشرت في كافة أنحاء بوهيميا الكبرى أي بوهيميا وسيليزيا ولاوزيتس ومورافيا. وكانت مورافيا متورطة أصلا في صراع بين الكاثوليك والبروتستانت.
كان الصراع ليبقى محليا وما كانت الحرب لتستمر. لولا أن وفاة الإمبراطور ماتياس شجعت زعماء التمرد البروتستانت وهم الذين كانوا على وشك التوصل إلى تسوية. أدى ضعف كل من فرديناند (الآن أصبح رسمياً الإمبراطور) والبوهيميين إلى اتساع رقعة الحرب إلى ألمانيا الغربية. واضطر فرديناند لطلب المساعدة من ابن أخيه الملك فيليب الرابع ملك إسبانيا.
تهور البوهيميين من أجل الحصول على حلفاء ضد الإمبراطور، فطلبوا الانضمام إلى الاتحاد الإنجيلي والذي يقوده مرشحهم الأول لعرش بوهيميا الكالفيني فريدريك الخامس ناخب بالاتينات وألمحوا له أنه سيكون كذلك لو سمح لهم بالانضمام للاتحاد وتحت حمايتها، وهي نفس الوعود التي قدمها أعضاء آخرون من الدول البوهيمية إلى كارلو إمانويلي الأول دوق سافويا ويوهان جورج ناخب سكسونيا، وغابرييل بتلن أمير ترانسيلفانيا. يكشف الدعم الكبير للبوهيميين خاصة في ساكسونيا انقسام النمساويين.
رجحت كفة البوهيميين عند بداية التمرد. فقد انضم لثورتهم الكثير من نبلاء النمسا العليا اللوثرييين والكلفنيين، وما لبثت النمسا السفلى أن انتفضت عام 1619، وحاصرالكونت تورن بجيشه فيينا نفسها، وفي الشرق قاد أمير ترانسيلفانيا البروتستانتي حملة قوية إلى المجر بدعم من السلطان العثماني. بادر الإمبراطور الذي كان مشغولا بحرب الأسكوك بإعداد جيش لوقف اجتياح البوهيميين وحلفائهم لكامل لبلاده. فهزم الكونت بوكوي قائد الجيش الإمبراطوري قوات من الاتحاد البروتستانتي بقيادة الكونت مانسفيلد في معركة سابلات في العاشر من يونيو 1619. مما أدى لقطع اتصالات الكونت تورن مع براغ فتخلى عن حصار فيينا، كما تكلفت هزيمة سابلات البروتستانت حليفهم الهام الآخر كارلو إمانويلي الذي لطالما عارض توسع آل هابسبورغ. كان كارلو إمانويلي قد أرسل فعلا أموالا ضخمة للبروتستانت وحتى جنودا إلى حامية القلاع في بلاد الراين، كشف أسر المستشار الميداني لمانسفيلد مشاركة دوق آل سافويا فأجبر على الخروج من الحرب.
رغم هزيمة سابلات، ما زال وجود جيش الكونت تورن يشكل قوة فعالة، وكذلك تمكن مانسفيلد من إعادة تنظيم جيشه في شمال بوهيميا. وقعت النمسا العليا والسفلى التي ما زالت تحت سيطرة الثوار تحالفا مع بوهيميين أوائل أغسطس. وفي 17 أغسطس 1619 عُزل فرديناند رسمياُ عن عرش بوهيميا واستبدل فريدريك الخامس ناخب بالاتينات. في المجر ورغم نكث البوهيميين لوعودهم فيما يتعلق بالتاج استمر الترانسلفانيون في إحراز تقدم مدهش، وقد نجحوا طرد جيوش الإمبراطور من البلد بحلول عام 1620.

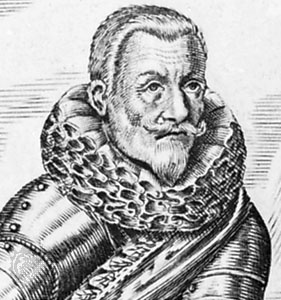
كونت تيلي يوهان تسيركلايس قائد الجيوش البافارية الإمبراطورية

أرسل الإسبان جيشا من بروكسل بقيادة أمبروسيو سبينولا لدعم الإمبراطور. إضافة إلى ذلك أقنع السفير الإسباني في فيينا الدون إنييغو فيليس دي أونياتي بروتستانت ساكسونيا بالتدخل ضد بوهيميا في مقابل الحصول على لاوزيتس، فغزا الساكسونيون البوهيميين ومنع الجيش الإسباني في الغرب قوات الاتحاد البروتستانتي من مساعدتهم. تآمر أونياتي لنقل اللقب الانتخابي من بالاتينات إلى دوق بافاريا مقابل دعمه والرابطة الكاثوليكية.
تحت قيادة الجنرال يوهان تسيركلايس كونت تيلي قامت قوات الرابطة الكاثوليكية (كان في صفوفها رينيه ديكارت) بتهدئة الأوضاع النمسا العليا، في حين أن قوات الإمبراطور فعلت ذات الأمر في النمسا السفلى. وتحرك الجيشان المتحدان نحو شمال بوهيميا. وحقق فرديناند الثاني انتصار حاسما على فريدريك الخامس في معركة الجبل الأبيض بالقرب من براغ في الثامن من نوفمبر سنة 1620. فضلا عن كثلكتها ستبقى بوهيميا في قبضت آل هابسبورغ لما يقارب الثلاثمائة سنة نتيجة لذلك.
أدت هذه الهزيمة إلى انحلال رابطة الاتحاد الإنجيلي وفقدان فريدريك الخامس لأملاكه. فقد جردته الإمبراطورية الرومانية المقدسة من حقوقه وأعطيت أراضيه في بالاتينات الراينية إلى نبلاء كاثوليك. وأعطي لقبه ناخب بالاتينات لابن عمه البعيد ماكسيمليان دوق بافاريا. الآن بات فريدريك لا يملك أرضا، وجعل نفسه منفيا معروفا في الخارج، يبحث عن دعم لقضيته في السويد وهولندا والدانمرك.
كانت هذه ضربة قاصمة للطموحات البروتستانتية في المنطقة. وأكد انهيار التمرد ومصادرة الممتلكات على نطاق واسع وقمع نبلاء البوهيميين أن البلد ستعود إلى الجانب الكاثوليكي بعد أكثر من قرنين من الهوسية والتناحرات الدينية. أخذ الإسبان الساعين لتطويق الهولنديين تحضيرا للتجدد حرب الثماني سنوات بالاتينات أرض فريدريك. أنتهت المرحلة الأولى من الحرب في شرق ألمانيا في الحادي والثلاثين من ديسمبر عام 1621 بتوقيع أمير ترانسيلفانيا والإمبراطور صلح نيكولسبورغ الذي أعطى ترانسيلفانيا عددا من أراضي المجر الملكية.
يعتبر بعض المؤرخين الفترة ما بين عامي 1621-1625 جزء متميز من حرب الثلاثين عاما تسمى ب«المرحلة بالاتينات». بعد الهزيمة الماحقة للجيش البروتستانتي في جبل الأبيض ورحيل أمير ترانسيلفانيا هدأت أوضاع بوهيميا الكبرى. ومع ذلك فان الحرب في بالاتينات تواصلت. تتكون هذه المرحلة من الكثير من المعارك الأصغر، ومعظمهم الحصارات قام بها الجيش الأسباني. سقطت مانهايم وهايدلبيرغ في عام 1622 ثم فرانكنتال تم بعد ذلك بعامين، مما جعل بالاتينات في قبضت الإسبان.
هربت بقايا الجيوش البروتستانتية بقيادة مانسفيلد وكرستيان من براونشفايغ إلى هولندا. ورغم أن وصولهم ساعد على فك حصار بيرغن أو زوم لم يكن بوسع الهولنديين توفير مأوى دائم لهم خوفا من ملاحقتهم فيها ومن ثم فقدانهم لأراضيهم. فدفعوا لهم مقابل ذلك وأرسلوهم لاحتلال شرق فريزلند المجاورة. بقي مانسفيلد في هولندا، ولكن كرستيان جاب الأرض من أجل «مساعدة» قريبه في دائرة ساكسونيا السفلى مثيرا حفيظة تيلي. مع أنباء عدم مساعدة مانسفيلد له تراجع جيش كرستيان مطردا نحو الأمن على الحدود الهولندية. في السادس من أغسطس عام 1623 لحق بهم جنود تيلي الأكثر انضباطا على بعد 10 أميال من الحدود الهولندية. فاندلعت معركة شتاتلون التي هَزم تيلى فيها كرستيان هزيمة ساحقة مبيدا أكثر من أربعة أخماس جيشه الذي ضم حوالي 15000 مقاتل. بعد هذه الكارثة أنهى فريدريك الخامس الموجود في المنفى في لاهاي تورطه في الحرب تحت ضغط متزايد من حماه جيمس الأول، متخلياً عن أي أمل في إطلاق المزيد من حملات. لقد سُحق التمرد البروتستانتي.

## التدخل الدنماركي (1625–1629)

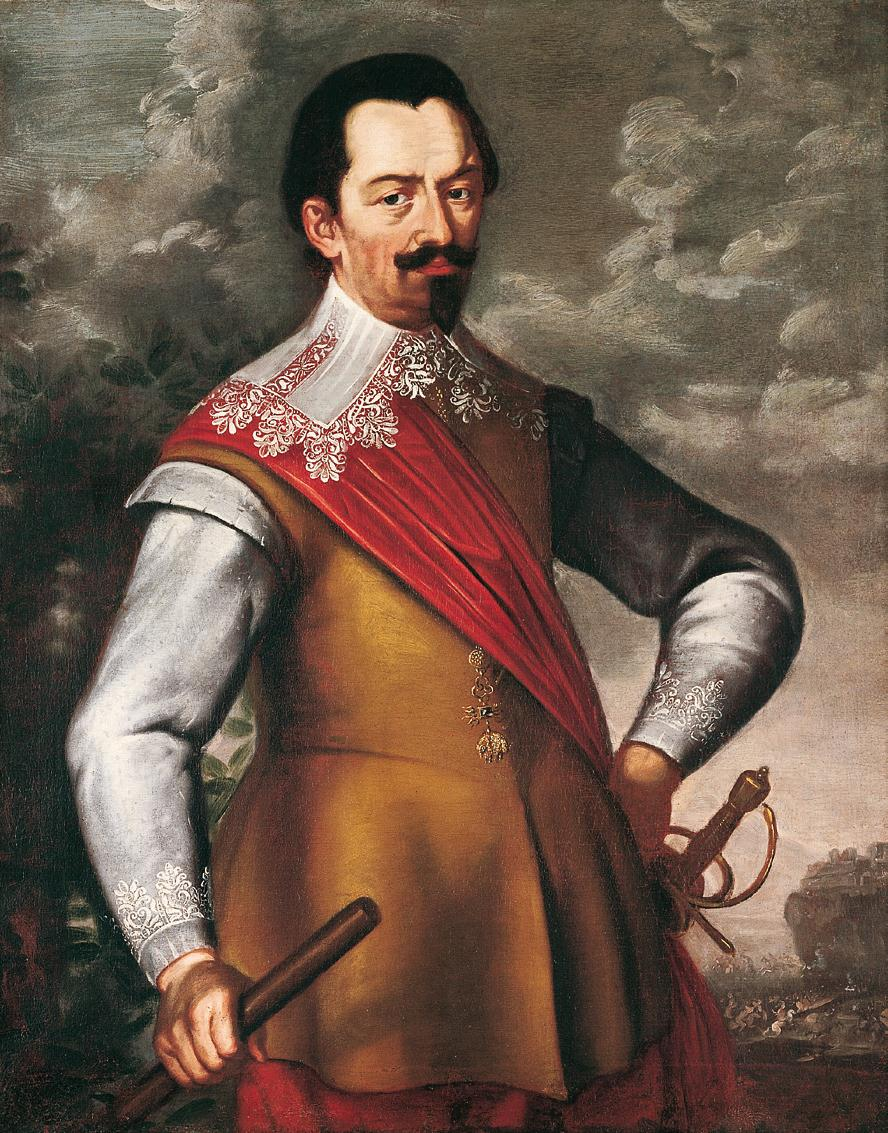
الجنرال الكاثوليكي ألبرشت فون فالنشتاين.

لم يعمر السلم الذي أعقب الانتصار الامبراطوري في معركة شتاتلون طويلاً، فقد استئناف الصراع بمبادرة من الدنمارك. بدأت المشاركة الدنماركية عندما قام كرستيان الرابع ملك الدنمارك اللوثري ودوق هولشتاين الواقعة ضمن الإمبراطورية الرومانية المقدسة بمساعدة الحكام اللوثريين في ساكسونيا السفلى المجاورة بقيادته جيشاً ضد القوات الامبراطورية. كانت الدنمارك تخشى من تهديد نجاحات الكاثوليكية الأخيرة لسيادتها كدولة بروتستانتية. كما أن كرستيان الرابع استفاد كثيراً من سياساته في شمال ألمانيا. فمثلاً في سنة 1621، أجبر هامبورغ على القبول بالسيادة الدنماركية. وفر كرستيان الرابع لمملكته مستوى من الاستقرار والغنى لم يكن له مثيل لها تقريباً في أي مكان آخر في أوروبا. هذا الاستقرار والثروة أُنفقت عليه من خلال المكوس المفروضة على أوريسند وأيضا من خلال تعويضات الحرب الكبيرة من السويد. ساندت فرنسا القضية الدنماركية ووافقت إلى جانب إنجلترا على المساعدة في تمويل الحرب. كان كرستيان الرابع قد عين نفسه القائد الحربي لدائرة ساكسوني السفلى وكون جيشاً قوامه من 20.000 مرتزقاً وجيشاً وطنياً من 15.000 مقاتل.

خريطة حرب الثلاثين عام

للتصدي له استعان فرديناند الثاني بمساعدة عسكرية من ألبرشت فون فالنشتاين، النبيل البوهيمي الذي أثرى نفسه بمصادرة أملاك مواطنيه. عـَهـِـد فالنشتاين بجيشه البالغ عديده بين 30.000 و 100.000 جندي إلى فرديناند الثاني في مقابل الحق في نهب الأراضي المستولى عليها. اضطر كرستيان، الذي لم يكن يعلم شيئاً عن قوات فالنشتاين عندما قام بالغزو، إلى الانسحاب قبل قدوم قوات فالنشتاين وتيلي المشتركة. ظل الحظ العاثر مرافقاً لكرستيان، فقد اضطر كل الحلفاء الذين اعتقد بأنهم بجانبه للابتعاد: فإنجلترا كانت ضعيفة ومنقسمة داخلياً، وكانت فرنسا في خضم حرب أهلية، وكانت السويد في حالة حرب مع الكومنولث البولندي الليتواني، ولم ترغب لا براندنبورغ ولا ساكسونيا في إحداث تغييرات على السلام الهش في شرق ألمانيا. هزم فالنشتاين جيش مانسفلد في معركة جسر ديساو (1626) وهزم تيلي الدنماركيين في معركة لوتر(1626). وتوفي مانسفلد في دالماتيا بعد بضعة أشهر من مرض ألم به، يبدو بأنه السل.
سار جيش فالنشتاين شمالاً، محتلاً مكلنبورغ وبوميرانيا وشبه جزيرة يوتلند نفسها، إلا أنه لم يتمكن من الاستيلاء على العاصمة الدنماركية كوبنهاغن الواقعة على في جزيرة زيلند. كان فالنشتاين إلى يفتقر الأسطول، ولم تكن لا الموانئ الهانزية ولا البولنديون ليسمحوا بناء أسطول إمبراطوري على ساحل بحر البلطيق. فحاصر شترالزوند، الميناء الحربي الوحيد في البلطيق المزود بمرافق كافية لبناء أسطول كبير، ولكن سرعان ما تبين بأن تكلفة استمرار الحرب ستفوق بكثير أية مكاسب تـُـجنى من احتلال ما تبقى من الدنمارك. خشي فالنشتاين من فقدان مكاسبه في الشمال الألماني لصالح تحالف دنماركي سويدي، بينما تكبد كرستيان الرابع هزيمة أخرى في معركة فولغاست؛ فبات الجانبان مستعداً للتفاوض.
اختتمت المفاوضات بمعاهدة لوبيك عام 1629، ونصت على احتفاظ كرستيان الرابع بسيطرته على الدنمارك شريطة تخليه عن دعم الدول الألمانية البروتستانتية. بذلك تمكنت القوى الكاثوليكية في العامين التاليين من إخضاع المزيد من الأراضي. عند هذه النقطة، أقنعت الرابطة الكاثوليكية فرديناند الثاني باستعادة الحيازات اللوثرية التي كانت بموجب صلح أوغسبورغ من حق الكنيسة الكاثوليكية. ورد في مرسوم الاسترداد (1629)، شمول هذه الممتلكات على مطرانيتين اثنين، وستة عشر أسقفية، ومئات الأديرة. توفي في نفس العام غابرييل بتلن أمير ترانسيلفانيا الكالفيني. استمر وحده ميناء شترالزوند في الصمود في وجه فالنشتاين والإمبراطور .

## التدخل السويدي (1630–1635)
من1630 إلى 1635.
في عام 1630 قرر ملك السويد غوستافوس أدولفوس أن يتدخل في الحرب وقال لشعبه «كما تتبع الموجة موجة أخرى، كذلك سيأتي الطوفان البابوي إلى شطآننا» وأمر جنوده بالاستعداد للتحرك.
نزل على شاطئ ألمانيا الشمالي ووصل كبطل لينقذ البروتستانت وكان أكثر قوة من الملك كرستيان الدنماركي.
مرة أخرى تختلط المصالح الدينية بالدنيوية فقد كان ملك السويد ينوي السيطرة على الرابطة الهانسية وتحويل البلطيق لبحيرة سويدية واستطاع على الرغم من فقر بلده أن يزودها بجيش مجهز جيدا بالإضافة إلى الدعم من الكاردينال الفرنسي ريشيليو.
أصبحت في يد غوستاف أدولف القوة وكانت لديه المهارة التخطيطية ليغير مسار الحرب فشن حملة على مدينة ماغدبورغ عندما احتلت من قبل الإمبراطوريين فأحرقت ونهبت وقدر الجنرال بابنهايم الذي احتل المدينة أن 20000 شخص قتلوا، وكان هذا في مايو من العام 1631. انتصر غوستاف لاحقا في نصرين حاسمين هما معركة برايتنفلد في 17 سبتمبر 1631 ومعركة لوتزن في 16 نوفمبر 1632 ومات فيها برصاصة من الخلف إما بالخطأ أو من قبل خائن. لكن تدخله هذا كان قد قلب الطاولة على الجميع فها هو فالنشتاين يتراجع نحو مقره الشتوي ويقوم بمتفاوضات حيرت المؤرخين فقد حاول وضع نفسه كوسيط بين البروتستانت ومحكمة فيينا أكثر الإمبراطوريين تطرفا الذين دعوا الأسبان للانضمام، وربما كان هذا بدافع وطني لتوحيد ألمانيا لكن اغتياله عام 1634 ألغى كل خططه، ومع أن الإمبراطور لم يتورط بشكل مباشر في اغتياله إلا أنه كان قد كافأ قاتله.

## التدخلات اللاحقة
من 1635 إلى 1645.
ارتأت أسبانيا أن الأفضل لها أن تتحرك ضد هذه التهديدات المتواصلة فضربت البروتستانت عندما هزمتهم في معركة نوردلينغن في 5 سبتمبر 1634 وبعد موت فالنشتناين وغوستاف أدولف كانت السويد قد أصبحت قوة في ألمانيا على يد جنرالاتها بعد أن تولت كرستينا ابنة غوستاف أدولف الحكم بعد موته وهي طفلة في السادسة وفي عام 1642 انتصروا في معركة لايبزيغ الثانية وهددت بوهيميا والنمسا مركز أسرة هابسبورغ.
لكن الانتصارات أصبحت سويدية أكثر منها بروتستانتية مما أخاف كريستيان الرابع ملك الدنمرك من السويد القريبة أكثر من النمسا البعيدة فأعلن الحرب عليهم لكنه انهزم وتم غزو أراضيه مجددا وأخذت منها يامتلاند وهالاند وجزيرتي أوسل قرب إستونيا وغوتلاند مما أدى لترك الدنمرك الحرب.
قررت فرنسا التدخل طالما أنها لم تر أن الدعم كافي فعبرت قواتهم الراين لتشترك في النزاع وتلاحمت مع الجيوش الأسبانية في مَعْرَكة رَوكِرو في 19 مايو 1643 لتقوم بتحطيم قوة مشاتها التي لا تقهر، ثم وقع صدام بين الإمبراطوريين والبروتستانت في معركة يانكوف في بوهيميا يوم 5 مارس 1645 كان النصر فيها للبروتستانت.
كانت الدنمرك قد استسلمت وأعلنت اتفاقية سلام منفردة مع السويد في 1645 تدعى اتفاقية برومسبرو ومات كريستيان ملكها بعد ثلاث سنوات عام 1648 في حكم استمر على بلاده استمر 59 عاما. وفي نفس السنة أعلن صلح وستفاليا منهيا الحرب بهزيمة هابسبورغ وانتصار السويديين والفرنسيين.